# Coloradd
ColorADD é um sistema de identificação de cores para daltónicos. 
Desenvolvido por Miguel Neiva, designer gráfico português e professor da Universidade do Minho, o código ColorADD procura ajudar a minorar um problema que afeta cerca de 10% da população masculina mundial.

## Código

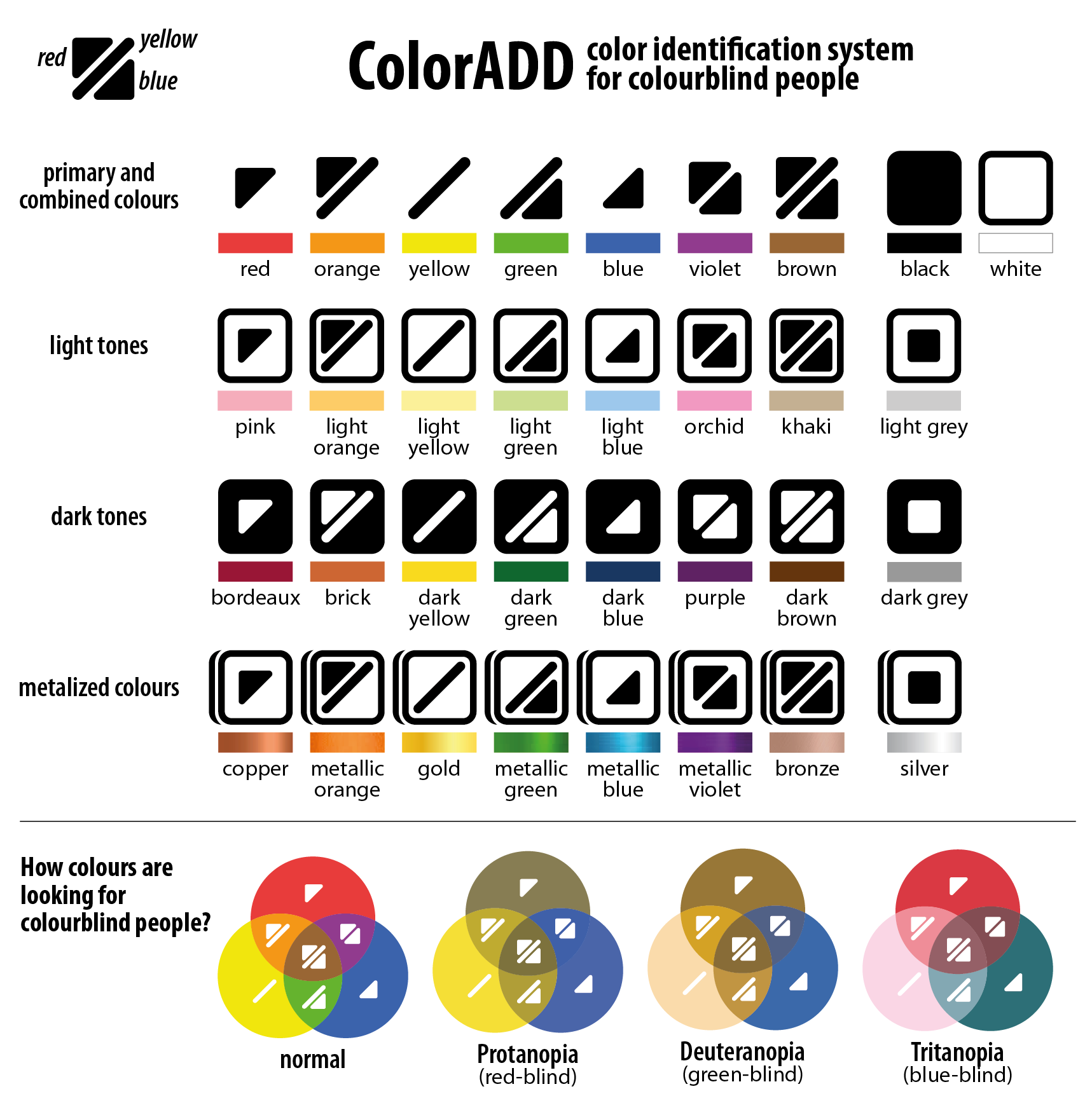
Símbolos de cada cor primárias e suas combinações

Este código universal de cores para daltónicos apoia-se nas cores primárias como ponto de partida (ciano, magenta e amarelo), às quais foram acrescentadas o preto e o branco. Para cada uma destas cinco cores foi criado uma forma geométrica básica. A conjugação destes símbolos básicos permite representar simbolicamente todas as cores existentes.

## Usos e reconhecimentos

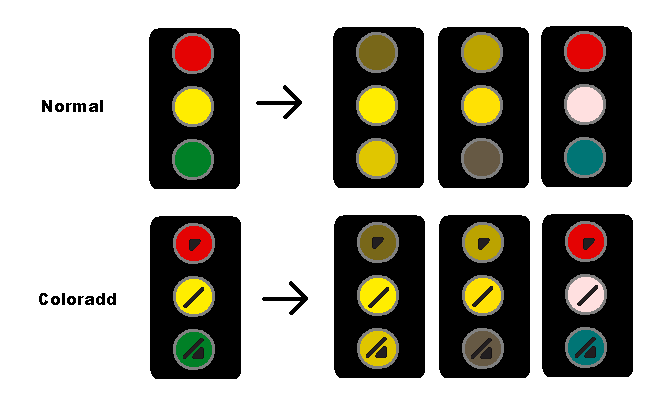
Aplicação dos códigos Coloradd a semáforos

Desde a sua criação, Coloradd tem sido aplicado em várias situações, principalmente em Portugal:
- Hospitais: em pulseiras de pacientes, embalagens de comprimidos e linhas de percurso pintadas no chão[3]
- Escolas: lápis de cor Viarco[4][5] blocos de notas de estudantes[5]
- Transportes: mapas de redes de metro,[6][7] semáforos e parques de estacionamento[8]
- Acessibilidade: sinalética, embalagens, serviços postais[9]
- Vestuário, etiquetas de roupa

Foi reconhecido pela Universidade de Buenos Aires e no TEDx Porto.

## Taxas e restrições de utilização
Este sistema não é de domínio público, nem está disponível sob uma licença aberta, sendo protegido por direitos de autor. A sua utilização tem de ser licenciada pela empresa Miguel Neiva & Associados - design gráfico, Lda. com taxas que variam de acordo com a entidade. De acordo com a ColorADD, o "valor de licença é ajustado ao perfil do parceiro". As escolas e trabalhos académicos estão isentos do pagamento de taxas num modelo pro bono, sendo este licenciamento no setor da educação gerido pela associação sem fins lucrativos ColorADD.Social..